# Eggerelloides
Eggerelloides es un género de foraminífero bentónico de la familia Prolixoplectidae, de la superfamilia Verneuilinoidea, del suborden Verneuilinina y del orden Lituolida. Su especie tipo es Bulimina scabra. Su rango cronoestratigráfico abarca el Holoceno.

## Discusión
Clasificaciones previas incluían Eggerelloides en la subfamilia Eggerellinae, de la familia Eggerellidae, de la superfamilia Textularioidea, del suborden Textulariina del orden Textulariida, o en el orden Lituolida sin diferenciar el suborden Verneuilinina.

## Clasificación
Eggerelloides incluye a las siguientes especies:
- Eggerelloides medius
- Eggerelloides scaber

Otras especies consideradas en Eggerelloides son:
- Eggerelloides advenus, aceptado como Verneuilinulla advena
- Eggerelloides arctica, aceptado como Verneuilina arctica
- Eggerelloides propinqua, aceptado como Verneuilinulla propinqua